# Franciszek Piesik
Franciszek Piesik (ur. 23 listopada 1942; zm. 17 października 1967 w Berlinie Zachodnim) – jedna z dwóch polskich ofiar Muru Berlińskiego. Utonął przy próbie ucieczki do Berlina Zachodniego w jeziorze Nieder Neuendorfer See, które jest częścią górnego biegu Haweli, między Hennigsdorfem (NRD) i Heiligensee (Berlin Zachodni).

## Życiorys
Franciszek Piesik był kapitanem żeglugi śródlądowej. Z racji wykonywanego zawodu znał dobrze miejscowe uwarunkowania dróg wodnych na północnym zachodzie Berlina. Tu, niedaleko odpływu Kanału Haweli z górnej Haweli, trasa żeglugi śródlądowej prowadziła przez strefę przygraniczną NRD blisko Berlina Zachodniego.
Ucieczka rozpoczęła się wieczorem 15 października 1967 r., kiedy to łodzią wiosłową nielegalnie przepłynął granicę na Odrze pomiędzy PRL i NRD. Pomimo niezwłocznie rozpoczętego pościgu nierozpoznany dotarł do rejonu metropolitalnego Berlina. 17 października w porcie klubu sportowego „Betriebssportgemeinschaft Baumechanik” nad Hawelą pod miastem Hennigsdorf zdobył łódź motorową, którą zamierzał przeprawić się do Berlina Zachodniego. W drodze ze wschodnioniemieckiego brzegu Haweli do zachodnioberlińskiego brzegu jeziora Nieder Neuendorfer See trzeba było opłynąć cypel między kanalizowaną rzeką i jeziorem. Franciszek Piesik łodzią dotarł tylko do cypla i przekroczył bagnisty teren pieszo, aż dotarł nad jezioro Nieder Neuendorfer See. Prawdopodobnie przy tej okazji został już zaobserwowany przez wschodnioniemiecką straż graniczną. Według jej raportu przekroczenie granicy odbyło się o godz. 18:15. Mimo tego nie doszło widocznie do użycia broni palnej. Na brzegu zostawił swoją kurtkę i teczkę. Granica między NRD i Berlinem Zachodnim prowadziła przez środek jeziora. W wodzie o temperaturze 10 stopni próbował przepłynąć odległość ok. 200 do 300 metrów do drugiego brzegu.
Dopiero 11 dni później władze zachodnioberlińskie znalazły ciało Franciszka Piesika i wydobyły je z północnej zatoki jeziora. Ciało nie wykazywało śladów zewnętrznego użycia siły. Drogi oddechowe ofiary były wypełnione szlamem. Około 10 tygodni po śmierci Polska Misja Wojskowa w Niemczech przekazała władzom zachodnioberlińskim rysopis oraz odciski palców, na podstawie których Franciszek Piesik mógł zostać zidentyfikowany. Jego ciało zostało pochowane na cmentarzu w Heiligensee dopiero pół roku po jego śmierci. Przy Ścieżce Muru Berlińskiego (niem. Berliner Mauerweg) została wzniesiona tzw. stela pamięci poświęcona Franciszkowi Piesikowi, niedaleko miejsca jego śmierci. Pomnik ten znajduje się w Hennigsdorfie, pomiędzy terenem zakładu Bombardier Transportation a rzeką Hawelą.
Dotychczas powód ucieczki na zachód i dokładne okoliczności śmierci 24-letniego Polaka nie zostały do końca wyjaśnione.